# Comitatul Buffalo, Wisconsin
Comitatul Buffalo, conform originalului din engleză,  Buffalo  County, este unul din cele 72 comitate ale statului american  Wisconsin. Sediul comitatului este localitatea Alma. Conform recensământului din anul 2000, populația sa a fost 13.804 de locuitori.

## Demografie
|  | Graficele sunt indisponibile din cauza unor probleme tehnice. Mai multe informații se găsesc la Phabricator și la wiki-ul MediaWiki. |

Date: Wikidata - grafică realizată de Wikipedia